# Marty Mann
Marty Mann (ur. 15 października 1904 w Chicago, zm. 22 lipca 1980) – pierwsza kobieta we wspólnocie Anonimowych Alkoholików i autorka rozdziału "Kobieta również cierpi" w drugim i trzecim wydaniu "Wielkiej Księgi". Dzięki dziełu jej życia alkoholizm zaczął być postrzegany jako problem zdrowotny, a nie moralny.

## Życie
Przyszła na świat w rodzinie zaliczającej się do górnych warstw klasy średniej w Chicago. Uczęszczała do szkoły prywatnej, co pomogło jej żyć z rozmachem, dużo pijąc dzięki mocnej głowie (częsta oznaka alkoholizmu). Wyszła bogato za mąż, ale pod koniec lat dwudziestych, z powodu krachu finansowego, musiała iść do pracy.
Jej picie nasiliło się do tego stopnia, że zaczęło zagrażać nie tylko jej działalności, ale i życiu. Podjęła co najmniej jedną próbę samobójczą. W 1939 roku jej psychiatra, dr Harry Tiebout, dał jej rękopis książki Anonimowi Alkoholicy, i przekonał ją do udziału w swoim pierwszym spotkaniu AA (w tym okresie istniały tylko dwie grupy AA w całych Stanach Zjednoczonych). Pomimo kilku nawrotów w ciągu półtora roku, osiągnęła trzeźwość w 1940 r. i, z wyjątkiem krótkiego nawrotu prawie 20 lat później, pozostała trzeźwa do końca życia. Zmarła na udar mózgu w 1980.

## Dokonania
W 1945 r. Mann został zaangażowała się w działania dążące do wyeliminowania piętna i ignorancji dotyczącej alkoholizmu, a jednocześnie popularyzację modelu choroby tak, jak coraz częściej postrzegali to lekarze. Jej głównym dziełem było współtworzenie Yale School of Alcohol Studies ("Yale School of Alcohol Studies") (obecnie w Rutgers), oraz stworzenie Krajowej Rady ds. Alkoholizmu (obecnie Narodowa Rada ds Alkoholizmu i Uzależnienia od Narkotyków ("National Council Alcoholism and Drug Dependence").
Jej przesłanie opierało się na trzech zasadach:
1. alkoholizm jest chorobą, a alkoholik to osoba chora,
2. alkoholikom można pomóc i warto pomagać,
3. alkoholizm jest problemem zdrowia publicznego, a więc za jego rozwiązanie odpowiada całe społeczeństwo.

W 1950 Edward R. Murrow umieścił ją na swojej liście 10 największych żyjących osobistości Stanów Zjednoczonych. Jej książka "Nowy elementarz alkoholizmu" ("New Primer on Alcoholism") została opublikowana w 1958 roku. Rzadko pojawia się w opracowaniach dotyczących dziejów Anonimowych Alkoholików, ponieważ stworzona przez nią rada nie miała formalnych związków z ruchem. Ponieważ jednak nie ukrywała własnego alkoholizmu na forum publicznym, a często wskazywała na swoje pozytywne doświadczenia z AA, zachęciła wiele osób - zwłaszcza kobiet - do szukania pomocy u Anonimowych Alkoholików i w znacznym stopniu przyczyniła się do wzrostu popularności tego ruchu w kraju.